# Jin (llengua)
|  | Per a altres significats, vegeu «Jin (desambiguació)». |

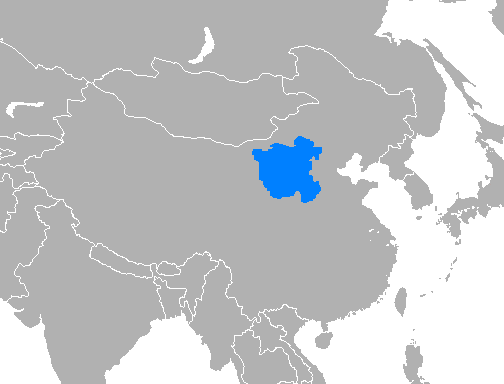
Domini lingüístic del jin.

El jin (en xinès simplificat: 晋语; en xinès tradicional: 晉語), o jinhua o jin-yu, i, alternativament, shanxi hua (en xinès simplificat: 山西话; és a dir: "shanxinès") és una llengua del grup de les llengües sinítiques, si bé hi ha discussió entre els lingüistes sobre si no cal considerar-lo més aviat un dialecte del mandarí, criteri que va prevaldre fins als anys 1980.
La llengua jin es parla a la major part de la província de Shanxi, excepte a la vall baixa del riu Fen; també a la part central de la Mongòlia Interior; i també en zones veïnes de Hebei, Henan i Shaanxi. En total, parlen jin uns 45 milions de persones.